# Лукас Расулић
Лукас Расулић (Приштина, 18. март 1965) српски је неурохирург, доктор медицинских наука, редовни професор Медицинског факултета Универзитета у Београду, начелник Одељења за болести и повреде периферних нерава, функционалну неурохирургију и хирургију бола Клинике за неурохирургију Универзитетског клиничког центра Србије, велики мајстор Регуларне велике ложе Србије и члан Саветодавног одбора организације East west bridge.

## Биографија

### Образовање
Рођен је 18. марта 1965. године у Приштини. Његов отац Грујица Расулић је био специјалиста медицине рада, пореклом из Жабара код Ваљева, а мајка Душанка је из Битоља.
Дипломирао је на Медицинском факултету Универзитета у Београду 1991. године са просечном оценом 9,36. Током студија је две године био демонстратор на Институту за физиологију, а прошао је и курс ургентне медицине. Стручни испит је положио 22. априла 1992. године.
На Медицинском факултету Универзитета у Београду је завршио магистарске студије и 21. децембра 1995. године одбранио магистарски рад из хируршке анатомије под називом "Топографска анатомија и систематизација брахијалног плексуса и њен значај за реконструктивну хирургију тракционих повреда брахијалног плексуса". Завршио је специјализацију из неурохирургије на Институту за неурохирургију Клиничког центра Србије, 11. маја 1998. године.
Докторску дисертацију "Реконструктивна хирургија тракционих повреда брахијалног плексуса" је одбранио 29. априла 1999. године, такође на Медицинском факултету Универзитета у Београду.

### Академска каријера
У звање асистента Медицинског факултета Универзитета у Београду је изабран 21. децембра 1998. године, на предмету Хирургија-Неурохирургија. За доцента је изабран 24. октобра 2007. године, а у звање ванредног професора 29. јануара 2014. године.
Члан је разних стручних комисија, укључујући и комисију за избор у звање сарадника Медицинског факултета Војномедицинске академије Универзитета одбране у Београду. Такође је и начелник Одељење за болести и повреде периферних нерава, функционалну неурохирургију и хирургију бола Клинике за неурохирургију Универзитетског клиничког центра Србије.
Гостујући је предавач на Универзитету Харвард и Универзитету Станфорду.
Аутор је неколико стотина научних радова.

### Масонерија
Расулић је велики мајстор Регуларне велике ложе Србије и члан Саветодавног одбора организације East west bridge.

### Приватни живот
Ожењен је и има двоје деце.